# Gibraltar Premier Division
Gibraltar Premier Division var Gibraltars högsta division i fotboll för herrar och som lödd under Gibraltars fotbollsförbund. Den nuvarande serien sparkade igång säsongen 1907/1908 och vanns då av Prince of Wales

## Mästare
- 1907/1908 – Prince of Wales[a]
- 1908/1909 – Prince of Wales
- 1909/1910 – South United
- 1910/1911 – South United
- 1911/1912 – Britannia XI
- 1912/1913 – Britannia XI
- 1913/1914 – Prince of Wales
- 1914/1915 – Royal Sovereign
- 1916/1917 – Prince of Wales
- 1917/1918 – Britannia XI
- 1918/1919 – Prince of Wales
- 1919/1920 – Britannia XI
- 1920/1921 – Prince of Wales
- 1921/1922 – Prince of Wales
- 1922/1923 – Prince of Wales
- 1923/1924 – Gibraltar FC
- 1924/1925 – Prince of Wales
- 1925/1926 – Prince of Wales
- 1926/1927 – Prince of Wales
- 1927/1928 – Prince of Wales
- 1928/1929 – Europa
- 1929/1930 – Europa
- 1920/1931 – Prince of Wales
- 1921/1932 – Europa
- 1922/1933 – Europa
- 1923/1934 – Commander of the Yard
- 1924/1935 – Chief Construction
- 1925/1936 – Chief Construction
- 1926/1937 – Britannia XI
- 1927/1938 – Europa
- 1928/1939 – Prince of Wales
- 1929/1940 – Prince of Wales
- 1940/1941 – Britannia XI
- 1945/1946 – Fortress Royal Engineers
- 1946/1947 – Gibraltar United
- 1947/1948 – Gibraltar United
- 1948/1949 – Gibraltar United
- 1949/1950 – Gibraltar United
- 1950/1951 – Gibraltar United
- 1951/1952 – Europa[b]
- 1952/1953 – Prince of Wales
- 1953/1954 – Gibraltar United
- 1954/1955 – Britannia XI[b]
- 1955/1956 – Britannia XI[b]
- 1956/1957 – Britannia XI
- 1957/1958 – Britannia XI[b]
- 1958/1959 – Britannia XI
- 1959/1960 – Gibraltar United
- 1960/1961 – Britannia XI
- 1961/1962 – Gibraltar United
- 1962/1963 – Britannia XI
- 1963/1964 – Gibraltar United
- 1964/1965 – Gibraltar United
- 1965/1966 – Glacis United
- 1966/1967 – Glacis United
- 1967/1968 – Glacis United
- 1968/1969 – Glacis United
- 1969/1970 – Glacis United
- 1970/1971 – Glacis United
- 1971/1972 – Glacis United
- 1972/1973 – Glacis United
- 1973/1974 – Glacis United
- 1974/1975 – Manchester United
- 1975/1976 – Glacis United
- 1976/1977 – Manchester United
- 1978/1979 – Manchester United
- 1979/1980 – Manchester United
- 1980/1981 – Glacis United
- 1981/1982 – Glacis United
- 1982/1983 – Glacis United
- 1983/1984 – Manchester United
- 1984/1985 – Glacis United & Lincoln Red Imps
- 1985/1986 – Lincoln Red Imps
- 1986/1987 – Saint Theresa's
- 1987/1988 – Saint Theresa's
- 1988/1989 – Glacis United
- 1989/1990 – Lincoln Red Imps
- 1990/1991 – Lincoln Red Imps
- 1991/1992 – Lincoln Red Imps
- 1992/1993 – Lincoln Red Imps
- 1993/1994 – Lincoln Red Imps
- 1994/1995 – Manchester United
- 1995/1996 – Saint Joseph's
- 1996/1997 – Glacis United
- 1997/1998 – Saint Theresa's
- 1998/1999 – Manchester United
- 1999/2000 – Glacis United
- 2000/2001 – Lincoln Red Imps
- 2001/2002 – Gibraltar United
- 2002/2003 – Newcastle[c]
- 2003/2004 – Newcastle[c]
- 2004/2005 – Newcastle[c]
- 2005/2006 – Newcastle[c]
- 2006/2007 – Newcastle[c]
- 2007/2008 – Lincoln Red Imps
- 2008/2009 – Lincoln Red Imps
- 2009/2010 – Lincoln Red Imps
- 2010/2011 – Lincoln Red Imps
- 2011/2012 – Lincoln Red Imps
- 2012/2013 – Lincoln Red Imps
- 2013/2014 – Lincoln Red Imps
- 2014/2015 – Lincoln Red Imps
- 2015/2016 – Lincoln Red Imps
- 2016/2017 – Europa
- 2017/2018 – Lincoln Red Imps
- 2018/2019 – Lincoln Red Imps

## Anmärkningslista
1. 1 2  Andra källor anger Britannia XI som vinnare.
2. 1 2 3 4  Obesegrade.
3. 1 2 3 4 5  Newcastle var ett tillfälligt namn för Lincoln Red Imps.

### Fotnoter
1. ↑  ”GFA: History” (på engelska). UEFA. https://gibfootballtalk.wordpress.com/gfa-history/. Läst 23 maj 2015.